# Ян Смутс
Ян Крістіан Смутс (афр. Jan Christian Smuts, 24 травня 1870 — 11 вересня 1950) — державний діяч Південної Африки та Британської Співдружності, воєначальник і філософ.
Перебував на різних посадах у кабінеті міністрів, був прем'єр-міністром Південно-Африканського Союзу у 1919–1924 і 1939–1948 роках. Британський фельдмаршал, учасник Першої та Другої світової війни.
Протягом більшої частини свого громадсько-політичного життя Смутс, як і багато інших африканерів, виступав за расову сегрегацію, а також протистояв звільненню і наданню рівних прав корінним жителям Південної Африки, побоюючись, що це призведе до втрати влади білих над цими народами. Однак 1948 року уряд Смутса виступив з доповіддю, в якій заявив, що расова сегрегація у Південній Африці не мала практичної користі, а обмеження на африканську міграцію в міські райони повинні бути скасовані. При цьому уряд виступив проти більшості африканерів під політичним керівництвом Національної партії, що бажали поглиблення сегрегації і оформити її в систему апартеїду. Це призвело до втрати його рейтингу на загальних виборах 1948 року.
Командував загонами під час Другої англо-бурської війни в Трансваалі. Під час Першої світової війни він керував армією Південної Африки проти Німеччини, захопивши Німецьку Південно-Західну Африку. Також Смутс був командувачем британської армії у Східній Африці. З 1917 по 1919 р., він також був одним з п'яти членів британського військового кабінету, допомагаючи створювати військово-повітряні сил. Він став фельдмаршалом в британській армії в 1941 році і служив в Імперському військовому кабінеті під керівництвом Вінстона Черчилля. Він був єдиною людиною, яка брала участь у підписанні мирних договорів, що закінчували і Першу і Другу світову війну.
Одним з найвидатніших міжнародних його досягнень стало утворення Ліги Націй, точна розробка і утвердження якої покладалися на Смутса. Пізніше він закликав до формування нової міжнародної організації для світу: Організації Об'єднаних Націй. Смутс написав преамбулу до Статуту Організації Об'єднаних Націй, і був єдиним, хто підписав статути і Ліги Націй, і ООН. Він прагнув перебудувати відносини між Сполученим Королівством та його колоніями, надав допомогу у створенні Британської Співдружності націй. Однак у 1946 році уряд Смутса був рішуче засуджений більшістю Генеральної Асамблеї Організації Об'єднаних Націй за його дискримінаційну расову політику.
У 2004 році він був висунутий на конкурс «10 найвеличніших південно-африканців», що проводився Південноафриканською мовною корпорацією. Завершальні позиції десятки повинні були вирішуватися у другому турі голосування, але програма була знята з ефіру через політичні розбіжності, і Нельсон Мандела був проголошений першим у першому турі голосування. У першому турі, Ян Смутс посів шосте місце.

## Дитинство і молоді роки

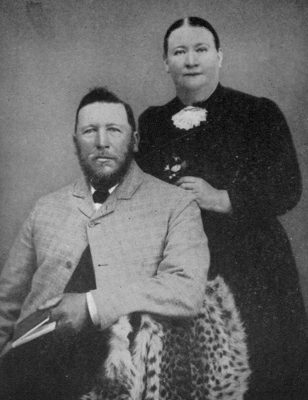
батьки Яна Смутса — Якобус і Катаріна Смутси, 1893 р.

Він народився 24 травня 1870 р., у традиційній африканерській дуже шанованій сім'ї на родинній фермі Боффенплатц, біля Малмесбері, що у Капській колонії.
У дитинстві він часто гуляв наодинці, досліджуючи околиці. Так прокинулася пристрасть до природи, яку він зберіг на все життя.
Після смерті старшого брата почав відвідувати школу неподалік від м. Рібек Вест. В школі він був надзвичайно здібним, а тому швидко надолужив пропущене. У 1886 р., у віці 16 років вступив у Вікторіанський коледж, що у Стелленбоші, де вивчав нідерландську, німецьку і давньогрецьку мови. Останніми роками життя в Стелленбоші, Смутс позбавився своєї сором'язливості і стриманості, і саме в цей час зустрів Айзі Кріге, з якою згодом одружився.
Після закінчення коледжу, Смутс виграв Ебденську стипендію на навчання і вирушив до Великої Британії, студіювати право у християнському коледжі у Кембриджі.
Будучи студентом, він переживав великі труднощі з грошима, але за допомогою вчителя вирішив їх. Під час навчання Смутс вирізнявся окремішністю власної позиції. Він написав книгу «Еволюція особистості», хоча вона не була опублікована. Її ідеї були покладені в доповнену ним філософську концепцію холізму.
Смутс закінчив навчання у 1893 р. За останні два роки він був нагороджений численними преміями та академічними нагородами, в тому числі Премією Джорджа Лонга в галузі римського права та юриспруденції. Один з його викладачів, професор Мейтленд, провідна фігура серед англійських правових істориків, описав Смутс, як найблискучішого студента, якого він ніколи не зустрічав. Лорд Тодд, викладач християнського коледжу сказав в 1970 році, що «за 500-річну історію коледжу, зі всіх його членів минулого і сьогодення, троє були дійсно видатними: Джон Мільтон, Чарльз Дарвін і Ян Смутс».

## Просування кар'єрною драбиною
Смутс почав займатися юридичною практикою в Кейптауні, але через його відвертий і різкий характер він мав мало друзів. Знайшовши малу фінансову вигоду в праві, він почав приділяти дедалі більше свого часу в політиці та журналістиці, дописуючи в газеті Cape Times. Смутс був заінтригований перспектива єдиної Південної Африки, і приєднався до африканерського Бонду. На щастя, батько Смутса знав лідера групи Яна Гофмаєра; Гофмаєр рекомендував Яна Сесілу Родсу, який володів добувною компанією «De Beers». 1895 року Родс найняв Смутса своїм особистим юрисконсультом.
Коли Родс зініціював Рейд Джеймсона 1895—1896 рр., Смутс був обурений. Після зради свого роботодавця, друга і політичного союзника, він звільнився з «De Beers», і зник з суспільного життя. Бачачи, що в Кейптауні немає майбутнього для нього, у серпні 1896 року він вирішив переїхати в Йоганнесбург. Однак він був розчарований, що не міг заробити достатню кількість грошей. Смутс знайшов притулок в столиці Південно-Африканської Республіки, Преторії.
З 1896 політичні погляди Смутса були повернуті з ніг на голову. Він перетвориться з найгарячішого прихильника Родса у найбільш непримиренного противника британської експансії. Наприкінці 1896 — на початку 1897 р., Смутс здійснив турне Південною Африкою, люто засуджуючи Сполучене Королівство, Родса і кожного, хто виступає проти президента Трансваалю Поля Крюгера.
Проти Крюгера було багато ліберальних елементів в Південній Африці, і, коли в червні 1898 р., Крюгер звільнив Верховного суддю Трансваалю, його давнього політичного суперника Джона Гілберт Котце, більшість юристів збунтувалися. Вловивши можливість, Смутс пише дисертацію, в якій з правової точки зору підтримую Крюгера, який потім призначив Смутса Генеральним прокурором. Вступивши на посаду, він звільнив тих, кого вважав неосвіченими старомодними, або зіпсованими. Його зусилля з омолодження республіки поляризували африканерів.
Після Рейду Джеймсона відносини між англійцями і африканерами погіршали. У 1898 р. війна здавалася неминучою. Президент Оранжевої вільної держави Мартінус Стейн скликав мирну конференцію у Блумфонтейні з врегулювання скарг кожної сторони. З глибоким знанням англійської, Смутс взяв під свій контроль делегацію Трансваалю. Сер Альфред Мілнер, голова британської делегації, заперечив проти його панування, і конфлікт між двома призвели до фіаско конференції та кидка Південної Африки на шлях війни.

## Участь у Другій англо-бурській війні
11 жовтня 1899 р. бурські республіки вторглися в британські володіння у Південній Африці, розпочавши Другу англо-бурську війну. На ранніх стадіях конфлікту, Смутс був Крюгеру очима і вухами, завідуючи пропагандою, логістикою, зв'язками з генералами та дипломатами і всім іншим, що було необхідним.
На другому етапі війни Смутс служив під командуванням Кооса Де ла Рая, який керував загоном з 500 солдат у Західному Трансваалі. Смутс був дуже успішним у блискавичній війни, і його загін ухилився від переслідуванням британської армії, що перевищувала розміри загону у 40 разів. Президент Крюгер і депутації в Європі вважали, що є вагомі надії на захоплення Капської колонії. Вони вирішили послати генерала Де ла Рая і взяти на себе верховне командування, але потім вирішив діяти обережніше, коли вони зрозуміли, що генерал Де ла Рай навряд чи зможе утриматися у західному Трансваалі.
Як наслідок, Смутс вирушив з невеликим загоном (300 чоловік), а ще 100 осіб вирушили за ним. До цього моменту в ході війни, британці застосовували політику випаленої землі, чим залишили бурів без пасовищ. Одна сотня кавалерії, що приєдналася до Смутса була дуже слабкою, щоб продовжувати війну, й Смутс були змушений залишити цих люди з генералом Крітцінгером. За деякими винятками, Смутс зустрів усі загони у Капській колонії і знайшов близько 1400—1500 чоловік, озброєних рушницями, а не 3000 чоловіків, як передбачалося. До часу проведення мирної конференції у травні 1902 р. в Капській колонії діяло 3300 партизанів. Хоча люди з ентузіазмом сприймали ідею загального повстання, був великий брак коней, оскільки вони були забрані британцями. Не було фуражу, зерна, а це означало, що Смутс був змушений відмовитися від 9/10 тих, хто зголосився приєднатися до нього. Бурські сили провели рейд по лініях забезпечення і фермерських господарствах, поширювали африканерську пропаганду і залякування тих, хто виступає проти них, але їм так і не вдалося викликати загальне повстання проти уряду. Цей рейд був одним з найвпливовіших військових авантюр XX століття і мав безпосередній вплив на створення британських командос і сил спеціального призначення. За допомогою цих практичних розробок відбувся розвиток військової доктрини глибоких рейдів у тил ворога, асиметричної війни, а зовсім недавно, елементів четвертого покоління ведення війни.
Щоб покласти край конфлікту, Смутс прагнув взяти основну ціль, мідну копальню у місті Окіп. При практичній неможливості відкритого нападу, Смутс зібрав потяг з вибухівкою, і намагався проштовхнути його вниз, до міста, де був ворожий гарнізон, що мав загинути до ноги. Хоча це не вдалося, Смутс довів, що він не зупиниться ні перед чим, щоб перемогти своїх ворогів. Через нездатність приборкати Трансвааль, неуспіх у бойових діях Смутс вирішив, що немає іншого вибору, окрім як запропонувати перемир'я і провести мирну конференцію, яка відбудеться в Феріініхінзі.
Перед конференцією, Смутс зустрівся з лордом Кітченером на станції Кронштадті, де вони обговорили пропоновані умови капітуляції. Смутс взяв на себе провідну роль в переговорах між представниками всіх партизанів з Оранжевої Вільної держави та Південно-Африканської Республіки (15-31 травня 1902 р.). Хоча він визнав, що з суто військової точки зору, війна може тривати, він підкреслив, що важливо не жертвувати при цьому африканерським народом для цієї незалежності. Він добре розумів, що понад 20 000 жінок і дітей вже померли у концентраційних таборах ворога. Він відчував, що було б злочином продовжувати війну без гарантії допомоги від інших міст, і оголосив: «Товариші, ми вирішили стояти до кінця. Перейдемо тепер, як і чоловіки, до розуміння, що прийшов кінець для нас, прийти до найгіркішої думки, яка коли-небудь була». Його думку підтримала більшість представників конференції, яка потім проголосували 54 голосами на користь миру проти 6. Представники уряду зустрілися з лордом Кітченером, і о 11:15 31 травня 1902 р., виконувач обов'язків президента Бургер підписав мирний договір, а після нього члени його уряду, виконувач обов'язків президента де Вет та члени його уряду.

## Смутс як політик і військовий

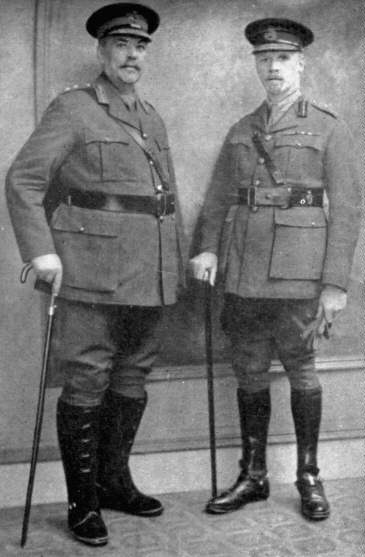
Смутс (праворуч) і Бота у роки Першої світової війни

Під час Першої світової війни, Смутс сформував південноафриканські сили оборони. Його перше завдання полягало у придушенні повстання Марітца, що було почалося у листопаді 1914 року. Потім він і Луїс Бота повели південноафриканську армію у Німецьку Південно-Західну Африку і перемогли її. 1916 року Генерал Смутс був призначений на чолі завойованої Німецької Східної Африки. Хоча Східно-Африканська кампанія пішли досить добре, проте німецькі війська не були знищені. Смутса розкритикував начальник розвідки полковник Річард Майнертцаген, який вважав, що лобові атаки могли б бути менш дорогим, ніж обхідні маневри, під час яких загинуло багато солдатів. Майнертцаген писав про Смутса: «Смутс коштував Англії багато сотень тисяч людських життів і багато мільйонів фунтів через його обережність … Смутс не вправний воїн, він — блискучий державний діяч і політик, але тільки не воїн». ((Army Diary Oliver and Boyd 1960 page 205). Однак на початку 1917 року він був запрошений до Імператорського Військового кабінету Девіда Ллойд-Джордж, покинувши район бойових дій і вирушив до Лондона. 1918 року, Смутс допоміг створити військово-повітряні сили, незалежно від армії.
Смутс і Бота були ключовими персонажами на переговорах на Паризькій мирній конференції. Обидва вони були на користь примирення з Німеччиною і обмеження репарацій. Смутс виправдовував необхідність у могутності Ліги Націй, яка не виправдала сподівання. Версальський мирний договір дав Південній Африці мандата класу C над Німецькою Південно-Західною Африкою (яка пізніше стала Намібією), що залишалася у її складі з 1919 по 1990 р. У той же час, Австралія отримала аналогічний мандат над німецькою Новою Гвінеєю, яку займала до 1975 р. Коли колишня Німецька Східна Африка була розділена на три мандатні території (Руанда, Бурунді і Танганьїка) «Смутсленд» була одною з пропонованих назв для Танганьїки.
Смутс повернувся до південноафриканської політики після конференції. Коли Бота помер в 1919 році, Смутс був обраний прем'єр-міністром, де і працював до шокуючої поразки від Національної партії в 1924 році.

## Під час Другої світової війни

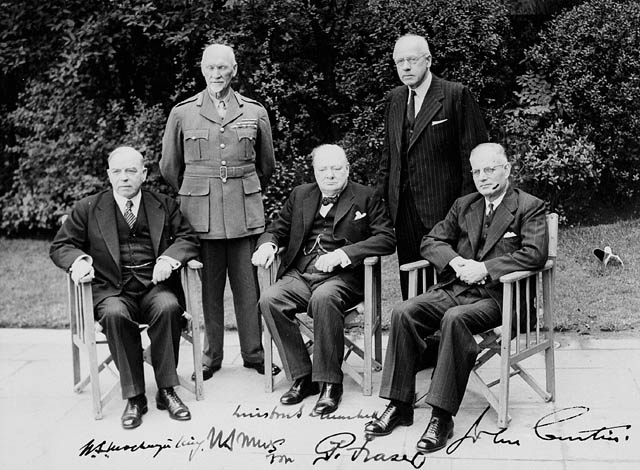
Смутс стоїть зліва, (1944 р.) На конференції глав урядів Співдружності.

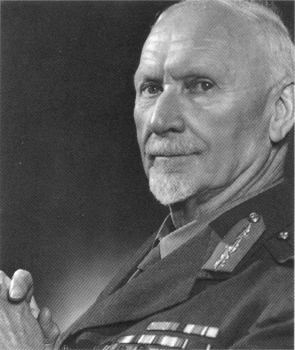
Смутс у формі фельдмаршала

Після дев'яти років перебування в опозиції і заняттям науковою діяльністю, Смутс повернувся до політики як заступник прем'єр-міністра в «великій коаліції» уряду на чолі з Герцогом. Коли Герцог виступав за нейтралітет до нацистської Німеччини у 1939 році він був усунутий з посади, а Смутс став прем'єр-міністром вдруге. Він служив з Вінстоном Черчиллем під час Першій світовій війні, і між ними склалися добрі особисті та професійні стосунки. Смутс був запрошений до Імператорського Військовий кабінет у 1939 році як найповажніший південноафриканський діяч, що виступав на користь війни. 28 травня 1941 р. Смутс був призначений фельдмаршалом британської армії, ставши першим південноафриканським діячем такого рангу.
Значення Смутса у імператорському військовому кабінеті було настільки великим, що був сформований план, запропонований ще в 1940 році, що Смутса можуть призначити прем'єр-міністром Сполученого Королівства, коли Черчилль помре або стане непрацездатним під час війни. Ця ідея була введена сером Джоном Колвіллем, особистим секретарем Черчилля. Близькість до британського політикуму, до короля, і Черчилля зробила Смутса дуже непопулярним серед африканерів, що призвело до його падіння.
У травні 1945 року він представляв Південну Африку в Сан-Франциско і брав пряму участь у розробці Статуту Організації Об'єднаних Націй, так само як і Статут Ліги Націй у 1919 р. Смутс закликав делегатів створити потужну міжнародну організацію, покликану для збереження миру. Він був певен, що, на відміну від Ліги Націй, Організація Об'єднаних Націй буде мати дієвіший характер. Смутс підписав Паризький мирний договір, що поклав мир в Європі, ставши єдиним учасником обох договорів, що закінчили і Першу і Другу світову війну.
У 1945 році він номінувався Хальвдан Котом на Нобелівської премії миру, на яку претендували 7 кандидатур. Проте він явно не був головним претендентом. Лауреатом став Корделл Халл.

## Після війни

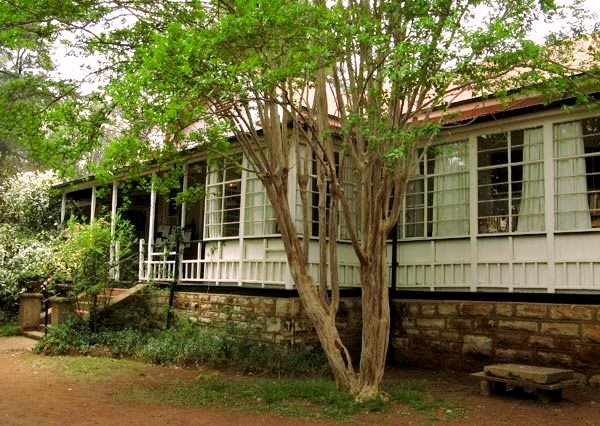
Музей Яна Смутса в Ірене Преторія

Його зайнятість війною мала серйозні політичні наслідки в Південній Африці. Підтримка війни і Комісії Фагана з боку Смутса зробила його непопулярним серед африканерів, і проапартеїдська позиція на чолі з Даніелем Франсуа Маланом перемогла у Національній партії у 1948 р. на загальних виборах. Цей результат був прогнозований. Хоча Смутс, який був упевнений у перемозі, втратив своє місце в Палаті зборів і пішов з політики. Він все ще сподівався, що ще слабка Національна партія і її уряд зазнають краху, але все ж вона залишилася при владі до 1994 року, коли після майже п'яти десятиліть апартеїду, був сформований перехідний уряд національної єдності.

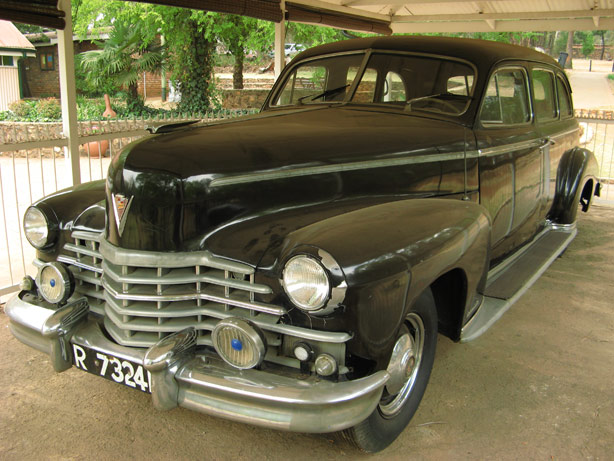
Авто Яна Смутса, яким він користувався, коли перебував на посаді Прем'єр-міністра ПАС. Музей Яна Смутса в Ірене Преторія

З 17 вересня 1948 року він був призначений як головним полковник полку провінції Вестерлайк.
Присудження Смутсу звання професора Кембриджського університету невдовзі після виборів відновило його моральний дух, але раптова і несподівана смерть його старшого сина, Япі в жовтні 1948 року спричинили глибокий відчай. В останні два роки свого життя, в явно похилому віці, Смутс продовжував мати вплив на світовій арені. Європа та Співдружність залишилися його основними проблемами. Він висловив жаль з приводу виходу Ірландії з Співдружності, також був незадоволений проголошенням незалежності Індії, побоюючись, активізації націоналістів в Південній Африці. Його видатний внесок як державного діяча світового масштабу були відзначені в незліченних нагородах і медалях. На батьківщині його репутація була неоднозначнішою. Однак, попри поганий стан здоров'я, він продовжував публічне життя.
29 травня 1950 р., через тиждень після публічного святкування свого вісімдесятиріччя в Йоганнесбурзі та Преторії, він переніс інфаркт, від якого помер на родинній фермі Дурнкуфі неподалік Преторії 11 вересня 1950 р. Похований в Преторії 16 вересня.